# Schöninger Aue
Die Schöninger Aue ist zusammen mit dem Mittellauf Kupferbach und dem Oberlauf Wirbke ein 40 km langes Gewässer im ehemaligen Helmstedter Braunkohlerevier, das überwiegend als Grenzfluss zwischen dem Landkreis Helmstedt in Niedersachsen und dem Landkreis Börde in Sachsen-Anhalt verläuft. Der Quellbach entspringt südlich von Marienborn, die Mündung von links in den Großen Graben liegt südlich von Söllingen.

## Geographie

### Wasserkörper
Unter dem Namen Schöninger Aue werden vom zuständigen Landesbetrieb für Hochwasserschutz und Wasserwirtschaft Sachsen-Anhalt drei Wasserkörper geführt: Der Quellbach Wirbke (SAL18OW13) bis zur Einmündung des Völpker Mühlenbachs wird mit einer Länge von 24,1 km und einem Einzugsgebiet von 63,5 km² angegeben, der Mittellauf Kupferbach (SALOW14) bis zur Einmündung der Missaue mit 3,2 km und etwa 20 km² und schließlich die Schöninger Aue selbst (SALOW15) mit 13,5 km und etwa 48 km² Einzugsgebiet. Die Summen sind 40,8 km und 132 km². Die Angaben für den Kupferbach im Gewässerbericht weichen geringfügig ab.
In alten Landkarten, z. B. einem Plan des Jagd-Reviers um Esbeck aus dem 18. Jahrhundert, werden Missaue und Schöninger Aue unter der Bezeichnung „Die Aue“ geführt. Auch in den etwa 100 Jahre alten Karten führt die Missaue ab etwa Alversdorf den Namen Aue. Beide Bäche zusammen bildeten eine geografische Barriere zwischen dem Elm und dem Großen Bruch und könnten ein Grund sein, dass der Name Missaue bereits für 747 bezeugt ist.

### Verlauf
Der Quellbach Wirbke entspringt südlich von Marienborn bei Sommerschenburg, verläuft zunächst nach Nordwesten und wendet sich am Blauen Berg bei Harbke nach Süden. Auf der Höhe von Büddenstedt und Sommersdorf bildet sie die Grenze zwischen den beiden Bundesländern, der Verlauf ist ab dort wegen der ehemaligen Tagebaue überwiegend künstlich. Sie erreicht den Teich Anna Süd und nimmt südlich des Sees den von links zufließenden Völpker Mühlenbach auf. Ab dort wird das Gewässer unter dem Namen Kupferbach geführt, der sich nach Südwesten wendet, die Landesgrenze östlich liegen lässt und durch den Grenzort Offleben fließt. Unterhalb des Ortes strebt er nach Südosten, wird auf sachsen-anhaltischen Gebiet um den Viktoriasee herum geleitet und knickt an der Landesgrenze wieder nach Südwesten ab.
Dort auf Höhe des Schöninger Tagebaus fließt von rechts die am Elmrand entspringende Missaue zu und der Fluss wird als Schöninger Aue in den Karten geführt. Er passiert Hötensleben, wo am 19. November 1989 die Straßenbrücke im Zuge der Grenzöffnung wieder freigegeben wurde. Ab dort verläuft die Aue durch landwirtschaftlich genutztes Gebiet. Zwischen Söllingen und Ohrsleben schwenkt sie um einige Hügel und wendet sich nach Süden. Dort gibt es ebenfalls eine Verbindungsstraße, die 1989 wieder geöffnet wurde. Aus Söllingen fließt der Dammbach von rechts hinzu, der den östlichen Bereich der Schöppenstedter Mulde entwässert. Der Fluss erreicht die Niederungen des Großen Bruchs, wird von mehreren Gräben begleitet, und mündet schließlich von links in den zur Bode führenden Großen Graben.

### Naturraum
Das Tal der Schöninger Aue zwischen Offleben und Mündung wird gemäß dem Handbuch der naturräumlichen Gliederung Deutschlands als eigener Naturraum eingeordnet. Es ist in der Haupteinheit Ostbraunschweigisches Hügelland (Systematik 512) ein Bestandteil der Helmstedt-Oscherslebener Mulde (512.2) und trägt die Ordnungszahl 512.23. Es liegt zwischen der Schöppenstedter Mulde (512.12) im Westen, der Oscherslebener Mulde (512.22) im Osten und wird im Süden vom Großen Bruch (511) begrenzt.

## Gewässerqualität
Die Überwachung der Gewässergüte und die Gewässerentwicklung im Rahmen der Europäischen Wasserrahmenrichtlinie obliegt dem Landesbetrieb für Hochwasserschutz und Wasserwirtschaft Sachsen-Anhalt, der 2008 und 2013 einen Gewässerbericht mit tabellarischem und Kartenteil sowie mit Datenblättern zu den Oberflächenwasserkörpern veröffentlicht hat. Alle drei Teilkörper werden dem Fließgewässertyp 6,  „feinmaterialreiche, karbonatische Mittelgebirgsbäche“ zugeordnet.
Dem Oberlauf Wirbke wird ein unbefriedigendes ökologisches Potential attestiert sowie eine Gesamtbewertung des chemischen Zustands mit „nicht gut“. Dies ist vor allem einem zu hohen Nitratgehalt geschuldet, der in der Regel durch landwirtschaftliche Düngemittel erfolgt. Der Kupferbach wird als erheblich veränderter Wasserkörper mit einem ähnlich schlechten ökologischen Potential eingeordnet, der chemisch bedenkliche Zustand begründet sich jedoch auf Quecksilber-Rückstände. In gleicher Weise setzt sich dies bei der Schöninger Aue fort, allerdings wird ihr eine weitestgehend natürliche Struktur bescheinigt.